# Правительство Воронежской области
Прави́тельство Воро́нежской о́бласти — высший орган исполнительной власти в Воронежской области. Должность главы правительства совмещает Губернатор Воронежской области.

## Структура и полномочия
Правительство Воронежской области формируется губернатором Воронежской области в месячный срок после его вступления в должность. Губернатор является его председателем и руководит им; назначает на должность и освобождает от должности лиц, входящих в состав правительства Воронежской области, принимает решение об отставке правительства Воронежской области. Правительство действует на основании Устава Воронежской области, обладает правом выпускать постановления правительства Воронежской области, имеет статус юридического лица и печать с изображением Герба Воронежской области.
| Должность | ФИО                                         | Начало полномочий                           |
| Президиум Правительства Воронежской области                                                                                | Президиум Правительства Воронежской области | Президиум Правительства Воронежской области |
| --- | ------------------------------------------- | ------------------------------------------- |
| Губернатор Воронежской области                                                                                             | Александр Викторович Гусев                  | 25 декабря 2017 года                        |
| Первый заместитель Губернатора Воронежской области – руководитель аппарата Губернатора и Правительства Воронежской области | Сергей Борисович Трухачёв                   | 6 октября 2023 года                         |
| Заместитель Губернатора Воронежской области (курирует внутреннюю политику)                                                 | Дмитрий Николаевич Маслов                   | 9 октября 2023 года                         |
| Первый заместитель председателя Правительства Воронежской области (курирует экономику и финансы)                           | Данил Александрович Кустов                  | 4 апреля 2024 года                          |
| Заместитель председателя Правительства Воронежской области (курирует промышленность, транспорт, цифровизацию)              | Артем Юрьевич Верховцев                     | 6 октября 2023 года                         |
| Заместитель председателя Правительства Воронежской области (курирует сельское хозяйство)                                   | Виктор Иванович Логвинов                    | 6 октября 2023 года                         |
| Заместитель председателя Правительства Воронежской области (курирует строительство и архитектуру)                          | Константин Юрьевич Кузнецов                 | 6 октября 2023 года                         |
| Заместитель председателя Правительства Воронежской области (курирует здравоохранение, занятость и социальную защиту)       | Владимир Борисович Попов                    | 6 октября 2023 года                         |
| Заместитель председателя Правительства Воронежской области (курирует образование и спорт)                                  | Олег Николаевич Мосолов                     | 6 октября 2023 года                         |
| Заместитель председателя Правительства Воронежской области (курирует контрольно-надзорные органы)                          | Александр Александрович Попов               | 6 октября 2023 года                         |
| Заместитель председателя Правительства Воронежской области (курирует региональную безопасность)                            | Алексей Иванович Гиричев                    | 4 марта 2024 года                           |
| Министр финансов Воронежской области                                                                                       | Надежда Георгиевна Сафонова                 | 30 октября 2023 года                        |
| Руководитель секретариата Губернатора Воронежской области                                                                  | Игорь Анатольевич Лотков                    | 17 сентября 2023 года                       |
| Члены Правительства Воронежской области                                                                                    |                                             |                                             |
| Министр здравоохранения Воронежской области                                                                                | Игорь Николаевич Банин                      | 24 ноября 2023 года                         |
| Министр дорожной деятельности Воронежской области                                                                          | Максим Анатольевич Оськин                   | 6 октября 2023 года                         |
| Министр социальной защиты Воронежской области                                                                              | Ольга Владимировна Сергеева                 | 6 октября 2023 года                         |
| Руководитель управления делами Воронежской области                                                                         | Павел Павлович Толстых                      | 10 января 2017 года                         |

## Органы государственной власти Воронежской области[3]

### Аппарат губернатора и правительства
- Мобилизационное управление Правительства Воронежской области
- Правовое управление Правительства Воронежской области
- Управление государственной службы и кадров Правительства Воронежской области
- Управление организации проектной деятельности Правительства Воронежской области
- Управление по контролю и профилактике коррупционных правонарушений Правительства Воронежской области
- Управление по работе с обращениями граждан Правительства Воронежской области
- Управление пресс-службы Правительства Воронежской области
- Управление протокола и организационной работы Правительства Воронежской области
- Отдел информационной безопасности Правительства Воронежской области

### Областные исполнительные органы государственной власти
- Министерство архитектуры и градостроительства Воронежской области
- Министерство внутренней политики Воронежской области
- Министерство дорожной деятельности Воронежской области
- Министерство жилищно-коммунального хозяйства и энергетики Воронежской области
- Министерство здравоохранения Воронежской области
- Министерство имущественных и земельных отношений Воронежской области
- Министерство культуры Воронежской области
- Министерство лесного хозяйства Воронежской области
- Министерство образования Воронежской области
- Министерство по развитию муниципальных образований Воронежской области
- Министерство по регулированию контрактной системы в сфере закупок Воронежской области
- Министерство предпринимательства, торговли и туризма  Воронежской области
- Министерство природных ресурсов и экологии Воронежской области
- Министерство промышленности и транспорта Воронежской области
- Министерство региональной безопасности Воронежской области
- Министерство сельского хозяйства Воронежской области
- Министерство социальной защиты Воронежской области
- Министерство строительства Воронежской области
- Министерство тарифного регулирования Воронежской области
- Министерство труда и занятости населения Воронежской области
- Министерство физической культуры и спорта Воронежской области
- Министерство финансов Воронежской области
- Министерство цифрового развития Воронежской области
- Министерство экономического развития Воронежской области

### Управления
- Управление ветеринарии Воронежской области
- Управление государственного технического надзора Воронежской области
- Управление делами Воронежской области
- Управление ЗАГС Воронежской области
- Управление по охране объектов культурного наследия Воронежской области

### Инспекции
- Государственная жилищная инспекция Воронежской области
- Инспекция государственного строительного надзора Воронежской области

## Представитель вСовете ФедерацииФедерального Собрания
1. Преображенский Борис Георгиевич — полномочия признаны 15 февраля 2001 г. — истекли 1 июня 2004 г.
2. Ерёменко Константин Викторович — полномочия признаны 1 июня 2004 г. — истекли 13 мая 2009 г.
3. Кулаков Владимир Григорьевич — полномочия признаны 13 мая 2009 г. — истекли 3 ноября 2011 г.
4. Макин Геннадий Иванович — полномочия признаны 3 ноября 2011 г. — истекли 22 сентября 2014 г.
5. Карелова Галина Николаевна — полномочия признаны 22 сентября 2014 г. — истекают в сентябре 2028 г.